# Нейхёйс, Теймен
Теймен Джоэл Сандер Нейхёйс (нидерл. Thijmen Joel Sander Nijhuis; род. 25 июля 1998, Вирден, Оверэйссел) — нидерландский футболист, вратарь финского клуба ХИК.

## Карьера
Нейхёйс — воспитанник клубов УСВ Элинквейк и «Утрехт». 18 октября 2020 года в матче против «Гронингена» он дебютировал в Эредивизии составе последних, после того как Мартен Пас получил травму.
15 июля 2021 года был арендован клубом МВВ Маастрихт. 9 августа в матче против «Йонг Утрехта» он дебютировал в Эрстедивизи.
17 июля 2024 года перешёл в финский ХИК, подписав контракт до конца 2025 года. 3 августа дебютировал за клуб в гостевом матче чемпионата Финляндии против «Лахти», пропустив два мяча. 8 августа в матче с черногорским клубом «Дечич» он дебютировал в Лиге конференций УЕФА.